# Angry Birds Action!
Angry Birds Action! — мобильная видеоигра 2016 года, разработанная Tag Games и изданная Rovio Entertainment. Тринадцатая игра в серии Angry Birds и первая, в которой птицы выглядят так же, как их аналоги из Angry Birds в кино. Он был выпущен в Новой Зеландии 16 февраля 2016 года и выпущен для iOS и Android по всему миру 28 апреля 2016 года. В нём использовалась базовая механика пинбола с разными персонажами из франшизы. Это была бесплатная игра с дополнительными покупками за внутриигровую валюту. В октябре 2017 года игра была удалена из магазинов приложений.

## Геймплей
Вместо того, чтобы использовать рогатку, как в оригинальной Angry Birds, птицы мчатся через область в перспективе сверху вниз и рикошетят. На большинстве уровней есть бамперы в стиле пинбола, а иногда встречаются такие опасности, как ящики с тротилом, камни, глыбы льда или сильный ветер. У каждой Angry Bird есть разные способности, такие как способность Бомбы взрывать препятствия рядом с ним и ускорение Чака, которое позволяет ему летать против мощных вентиляторов. У игроков есть ограниченное количество птиц, которые можно использовать для прохождения каждого уровня, и у каждой птицы достаточно выносливости, чтобы её можно было запустить до трех раз, в зависимости от их стартовой или предыдущей позиции. В игре используется энергетическая система, которая после прохождения уровня или неудачного завершения уровня несколько раз заставляет игрока либо ждать, чтобы продолжить игру, либо использовать внутриигровую валюту, называемую драгоценными камнями, для продолжения игры. Кроме того, в отличие от значительного разнообразия игровых персонажей, доступных в предыдущих играх, в этой игре можно играть только четырьмя: Рэдом, Бомбой, Чаком или Теренсом, четырьмя учениками класса Матильды по управлению гневом в экранизации.
Игрок может использовать бонусы, чтобы лучше пройти уровень, например, пляжный мяч, который позволяет птицам путешествовать дальше с каждым отскоком. Бонусы можно собирать, покупая их за драгоценные камни или выигрывая их, открывая деревянные сундуки. После прохождения уровня можно открыть до 3 сундуков, в зависимости от того, сколько звезд было заработано на этом уровне (хотя больше сундуков также можно купить за драгоценные камни), а иногда дополнительный сундук можно открыть после определённого количества монет. собираются.
В игре используются QR-коды в форме Angry Bird под названием «BirdCodes», которые можно найти на игрушках Angry Birds, на продуктах питания McDonald's, на дисплеях Toys «R» Us, постерах фильмов и в других местах. Коды могут добавлять 30-секундные мини-игры, которые добавляют бонусы для использования в игре или нового контента. Специальная функция под названием «Магия кино», которая раньше работала только при открытии приложения во время титров фильма «Angry Birds в кино», которое прослушивает неслышимый звук в кинотеатре, открывает эпизод «Свиной остров», а также показывает фильм с альтернативной концовкой, в котором Чак раздражает Рэда. В июле 2016 года эпизод Piggy Island был разблокирован для всех игроков.

## Объекты
В игре Action!, как и во многих играх Angry Birds, присутствуют особые блоки и объекты. Блоки встречаются во многих играх серии, а большинство объектов уникально.

### Блоки
- Стекло — разрушаются от первого же столкновения с птицей. При использовании PowerUp'а «Заморозка» блоки, в которые попадает птица, превращаются в лёд.
- Дерево — разрушаются за 1-2 удара.
- Камень — разрушаются за 2-4 удара, против них эффективнее всего использовать Бомба и Теренса.

### Прочие объекты
- Бочки и ящики — по прочности примерно равны деревянным блокам.
- Стены — неразрушаемые объекты, являются основным препятствием.
- Пушки — при попадании в пушку птицы предоставляется возможным выбрать направление запуска персонажа из неё, часто пушки помогают преодолеть стены.
- Шесты — аналогичны пушкам, но запускать птицу можно в любое направление.
- Вентиляторы — появляются на углах поля, если на колесе фортуны игроку выпадает «ветер». Мешают игроку, изменяя направление птицы, но этим свойством можно и воспользоваться.
- Птицы-музыканты — также искажают траекторию движения птицы, их можно «уничтожить».
- Баунсеры — средние по размеру объекты, напоминающие гриб. При столкновении с баунсером птица отталкивается сильнее, чем с остальными объектами.
- Динамит — является основной целью одного режима; но появляется и на остальных. При столкновении с птицей взрывается, но урона ей не наносит.
- Птенцы со скорлупой — не следует путать их с птенцами в режиме «Спасти птенцов». Птенцы со скорлупой являются препятствием, они двигаются по определённой траектории и мешают игроку. Для их уничтожения достаточно двух-трёх ударов.
- Порталы — с их помощью птицы могут попасть в малодоступные или недоступные места.

## Прием
| Сводный рейтинг | Сводный рейтинг |
| Агрегатор       | Оценка          |
| --------------- | --------------- |
| Metacritic      | 75/100          |

Pocket Gamer поставил игре 8/10, посчитав, что Angry Birds Action! была интересной мобильной игрой, несмотря на то, что в ней есть система энергии, которая после нескольких игр либо заставляет игрока ждать, чтобы продолжить игру, либо использовать драгоценные камни; в целом считают её хорошей игрой, которая оставит улыбку на вашем лице.